# Garovci
Garovci är en ort i Bosnien och Hercegovina.   Den ligger i entiteten Federationen Bosnien och Hercegovina, i den centrala delen av landet, 12 km väster om huvudstaden Sarajevo. Garovci ligger 545 meter över havet och antalet invånare är 621.
Terrängen runt Garovci är huvudsakligen kuperad, men söderut är den bergig.Runt Garovci är det ganska tätbefolkat, med 93 invånare per kvadratkilometer.. Närmaste större samhälle är Sarajevo, 12,0 km öster om Garovci. 
I omgivningarna runt Garovci växer i huvudsak blandskog.